# Чемпионат Европы по футболу 2004
12-й чемпионат Европы по футболу 2004 (порт. UEFA Campeonato da Europa de Futebol Portugal 2004) проходил с 12 июня по 4 июля в Португалии. Победителем сенсационно стала сборная Греции. Официальный мяч турнира был разработан компанией Adidas и носил название Adidas Roteiro.

## Выборы места проведения
На право проведения Евро-2004 претендовали три заявки:
- Португалия
- / Австрия / Венгрия
- Испания

12 октября 1999 года в немецком Ахене состоялось финальное голосование, на котором принимающей стороной была выбрана Португалия.

## Обзор событий
Неприятно удивили своих болельщиков сборные Германии, Италии и Испании, выбывшие уже на групповом этапе, Франция проиграла в четвертьфинале Греции. Хозяева турнира — португальцы — проиграли в первом же матче, но затем, выиграв две встречи у Испании и России, вышли в следующий раунд с первого места.
В первый раз в истории чемпионатов Европы команды, игравшие в матче открытия, сыграли и в финале. Сборная Греции выиграла 1:0 благодаря единственному голу Ангелоса Харистеаса после подачи с углового на 57-й минуте матча. Успех греческой сборной, которая до этого всего лишь один раз участвовала (и не выиграла ни одного матча) в финальном турнире чемпионата Европы, был полной неожиданностью (британские букмекеры расценивали шансы Греции как 1/100).
Россия на чемпионате не смогла выйти из группы, проиграв две игры испанцам и португальцам и выиграв у Греции со счётом 2:1.
Также сборная России запомнилась как самая грубая команда чемпионата: 15 жёлтых и 2 красных карточек было получено игроками. В частности, Роман Шаронов был удалён с поля в матче с испанцами за вторую жёлтую карточку, а в игре с португальцами Сергей Овчинников за игру руками вне штрафной площади также был ошибочно удалён с поля. Более того, лидер сборной Александр Мостовой был отчислен тренером из команды за неподобающее поведение.

## Участники

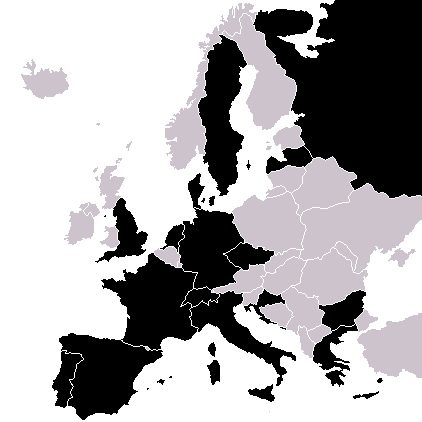
Карта участников

| - Англия - Болгария - Германия - Греция - Дания - Испания - Италия - Латвия | - Нидерланды - Португалия (хозяйка) - Россия - Франция - Хорватия - Чехия - Швейцария - Швеция |  |

## Города и стадионы
Страна-хозяйка Евро-2004 была объявлена по результатам голосования на Исполнительном комитете УЕФА 12 октября 1999 года в немецком Ахене. Помимо Португалии на право принять игры чемпионата Европы претендовали также Испания и Австрия с Венгрией (совместная заявка).
| Лиссабон Авейру Порту Коимбра Брага Гимарайнш Фару Лейрия | Лиссабон            | Лиссабон            | Авейру                |
| --------------------------------------------------------- | ------------------- | ------------------- | --------------------- |
| Лиссабон Авейру Порту Коимбра Брага Гимарайнш Фару Лейрия | Эштадиу да Луш      | Жозе Алваладе       | Муниципальный стадион |
| Лиссабон Авейру Порту Коимбра Брага Гимарайнш Фару Лейрия | Вместимость: 64 189 | Вместимость: 50 528 | Вместимость: 30 970   |
| Лиссабон Авейру Порту Коимбра Брага Гимарайнш Фару Лейрия |                     |                     |                       |
| Лиссабон Авейру Порту Коимбра Брага Гимарайнш Фару Лейрия | Порту               | Порту               | Гимарайнш             |
| Лиссабон Авейру Порту Коимбра Брага Гимарайнш Фару Лейрия | Драган              | Беса                | Афонсу Энрикеш        |
| Лиссабон Авейру Порту Коимбра Брага Гимарайнш Фару Лейрия | Вместимость: 50 476 | Вместимость: 28 263 | Вместимость: 30 452   |
| Лиссабон Авейру Порту Коимбра Брага Гимарайнш Фару Лейрия |                     |                     |                       |
| Брага                                                     | Коимбра             | Фару                | Лейрия                |
| Муниципальный стадион                                     | Сидаде де Коимбра   | Алгарве             | Магальяйнш Песоа      |
| Вместимость: 30 286                                       | Вместимость: 30 210 | Вместимость: 30 002 | Вместимость: 29 313   |
|                                                           |                     |                     |                       |

## Отборочные игры
Отборочные игры к Евро-2004 прошли с сентября 2002 года по ноябрь 2003 года. 50 команд были разбиты на десять групп по пять в каждой. Команды, занявшие первое место в группе, автоматически проходили на Евро. Команды, занявшие вторые места, разбивались на пять пар плей-офф. Победители этих пар попадали в финальную часть Евро-2004.
| Группа 1                                                   | Группа 2                                                         | Группа 3                                            | Группа 4                                                         | Группа 5                                                      |
| ---------------------------------------------------------- | ---------------------------------------------------------------- | --------------------------------------------------- | ---------------------------------------------------------------- | ------------------------------------------------------------- |
| - Франция - Словения - Израиль - Кипр - Мальта             | - Дания - Норвегия - Румыния - Босния и Герцеговина - Люксембург | - Чехия - Нидерланды - Австрия - Молдова - Беларусь | - Швеция - Латвия - Польша - Венгрия - Сан-Марино                | - Германия - Шотландия - Исландия - Литва - Фарерские острова |
| Группа 6                                                   | Группа 7                                                         | Группа 8                                            | Группа 9                                                         | Группа 10                                                     |
| - Греция - Испания - Украина - Армения - Северная Ирландия | - Англия - Турция - Словакия - Македония - Лихтенштейн           | - Болгария - Хорватия - Бельгия - Эстония - Андорра | - Италия - Уэльс - Сербия и Черногория - Финляндия - Азербайджан | - Швейцария - Россия - Ирландия - Албания - Грузия            |

## Составы команд
Команды-участницы Евро-2004 должны были определиться с составами до 2 июня 2004 года. До своего первого матча они имели право заменить травмированного футболиста. В состав должно было входить по 23 игрока, из них 3 — вратари.

## Экипировка команд
| Бренд  | # | Сборные                                    |
| ------ | - | ------------------------------------------ |
| Adidas | 5 | Германия, Греция, Франция, Испания, Латвия |
| Nike   | 4 | Нидерланды, Португалия, Россия, Хорватия   |
| Puma   | 4 | Италия, Чехия, Швейцария, Болгария,        |
| Umbro  | 2 | Швеция, Англия                             |
| Hummel | 1 | Дания                                      |

## Судейские бригады
Список судей, которые будут обслуживать чемпионат Европы, был оглашён УЕФА 4 декабря 2003. В финальный список вошли 12 судей с 24 помощниками и 4 резервных судьи.

### Судьи
| Футбольная ассоциация | Судья                   | Помощники судьи                                 | Матчи |
| --------------------- | ----------------------- | ----------------------------------------------- | --- |
| Англия                | Майкл Райли             | Филип Шарп Гленн Тёрнер                         | Швеция — Болгария (Группа C) Латвия — Германия (Группа D)                                                                             |
| Германия              | Маркус Мерк             | Кристиан Шрер Ян-Хендрик Зальфер                | Франция — Англия (Группа B) Дания — Швеция (Группа C) Португалия — Греция (Финал)                                                     |
| Дания                 | Ким Милтон Нильсен      | Йенс Ларсен Йорген Йепсен                       | Хорватия — Франция (Группа B) Нидерланды — Латвия (Группа D)                                                                          |
| Испания               | Мануэль Мехуто Гонсалес | Оскар Мартинес Саманьего Рафаэль Герреро Алонсо | Дания — Италия (Группа C) Нидерланды — Чехия (Группа D)                                                                               |
| Италия                | Пьерлуиджи Коллина      | Марко Ивальди Нарчизо Пизакрета                 | Португалия — Греция (Группа A) Хорватия — Англия (Группа B) Греция — Чехия (Полуфинал)                                                |
| Норвегия              | Терье Хауге             | Оле-Херманн Борган Стейнар Хольвик              | Россия — Португалия (Группа A) Германия — Чехия (Группа D)                                                                            |
| Португалия            | Лусилиу Батишта         | Жозе Кардинал Паулу Жануариу                    | Швейцария — Хорватия (Группа B) Болгария — Дания (Группа C)                                                                           |
| Россия                | Валентин Иванов         | Владимир Енютин Юрий Дюпанов                    | Англия — Швейцария (Группа B) Италия — Болгария (Группа C) Чехия — Дания (Четвертьфинал)                                              |
| Словакия              | Любош Михель            | Игор Шрамка Мартин Балко                        | Греция — Испания (Группа A) Швейцария — Франция (Группа B) Швеция — Нидерланды (Четвертьфинал)                                        |
| Франция               | Жиль Вессьер            | Фредерик Арно Серж Вайен                        | Чехия — Латвия (Группа D) Россия — Греция (Группа A)                                                                                  |
| Швейцария             | Урс Майер               | Франческо Бураджина Рудольф Кеппели             | Испания — Россия (Группа A) Италия — Швеция (Группа C) Португалия — Англия (Четвертьфинал)                                            |
| Швеция                | Андерс Фриск            | Кеннет Петерссон Петер Экстрём                  | Германия — Нидерланды (Группа D) Испания — Португалия (Группа A) Франция — Греция (Четвертьфинал) Португалия — Нидерланды (Полуфинал) |

### Резервные судьи
| Страна     | Судья            |
| ---------- | ---------------- |
| Бельгия    | Франк Де Блекере |
| Греция     | Кирос Вассарас   |
| Люксембург | Ален Хамер       |
| Шотландия  | Стюарт Дугал     |

## Групповой этап

### Группа A
| Поз | Команда        | И | В | Н | П | МЗ | МП | РМ | О | Квалификация     |
| --- | -------------- | - | - | - | - | -- | -- | -- | - | ---------------- |
| 1   | Португалия (Х) | 3 | 2 | 0 | 1 | 4  | 2  | +2 | 6 | Выход в плей-офф |
| 2   | Греция         | 3 | 1 | 1 | 1 | 4  | 4  | 0  | 4 | Выход в плей-офф |
| 3   | Испания        | 3 | 1 | 1 | 1 | 2  | 2  | 0  | 4 |                  |
| 4   | Россия         | 3 | 1 | 0 | 2 | 2  | 4  | −2 | 3 |                  |

1. 1 2  Команды набрали равное количество очков, сыграли вничью в очной встрече (Греция 1:1 Испания) и имеют одинаковую разницу мячей (0). Для ранжирования использовался показатель забитых мячей.

| Португалия                | 1:2     | Греция                              |
| ------------------------- | ------- | ----------------------------------- |
| - Криштиану Роналду 90+3′ | (отчёт) | - Карагунис 7′ - Басинас 51′ (пен.) |

| Испания       | 1:0     | Россия |
| ------------- | ------- | ------ |
| - Валерон 60′ | (отчёт) |        |

| Греция          | 1:1     | Испания         |
| --------------- | ------- | --------------- |
| - Харистеас 66′ | (отчёт) | - Морьентес 28′ |

| Россия | 0:2     | Португалия                  |
| ------ | ------- | --------------------------- |
|        | (отчёт) | - Манише 7′ - Руй Кошта 89′ |

| Испания | 0:1     | Португалия       |
| ------- | ------- | ---------------- |
|         | (отчёт) | - Нуну Гомеш 57′ |

| Россия                       | 2:1     | Греция       |
| ---------------------------- | ------- | ------------ |
| - Кириченко 2′ - Булыкин 17′ | (отчёт) | - Вризас 43′ |

### Группа B
| Поз | Команда   | И | В | Н | П | МЗ | МП | РМ | О | Квалификация     |
| --- | --------- | - | - | - | - | -- | -- | -- | - | ---------------- |
| 1   | Франция   | 3 | 2 | 1 | 0 | 7  | 4  | +3 | 7 | Выход в плей-офф |
| 2   | Англия    | 3 | 2 | 0 | 1 | 8  | 4  | +4 | 6 | Выход в плей-офф |
| 3   | Хорватия  | 3 | 0 | 2 | 1 | 4  | 6  | −2 | 2 |                  |
| 4   | Швейцария | 3 | 0 | 1 | 2 | 1  | 6  | −5 | 1 |                  |

| Швейцария | 0:0     | Хорватия |
| --------- | ------- | -------- |
|           | (отчёт) |          |

| Франция                     | 2:1     | Англия        |
| --------------------------- | ------- | ------------- |
| - Зидан 90+1′, 90+3′ (пен.) | (отчёт) | - Лэмпард 38′ |

| Англия                         | 3:0     | Швейцария |
| ------------------------------ | ------- | --------- |
| - Руни 23′, 75′ - Джеррард 82′ | (отчёт) |           |

| Хорватия                       | 2:2     | Франция                          |
| ------------------------------ | ------- | -------------------------------- |
| - Рапаич 48′ (пен.) - Пршо 52′ | (отчёт) | - Тудор 22′ (авт.) - Трезеге 64′ |

| Хорватия                  | 2:4     | Англия                                       |
| ------------------------- | ------- | -------------------------------------------- |
| - Н. Ковач 5′ - Тудор 73′ | (отчёт) | - Скоулз 40′ - Руни 45+1′, 68′ - Лэмпард 79′ |

| Швейцария       | 1:3     | Франция                     |
| --------------- | ------- | --------------------------- |
| - Фонлантен 26′ | (отчёт) | - Зидан 20′ - Анри 76′, 84′ |

### Группа C
| Поз | Команда  | И | В | Н | П | МЗ | МП | РМ | О | Квалификация     |
| --- | -------- | - | - | - | - | -- | -- | -- | - | ---------------- |
| 1   | Швеция   | 3 | 1 | 2 | 0 | 8  | 3  | +5 | 5 | Выход в плей-офф |
| 2   | Дания    | 3 | 1 | 2 | 0 | 4  | 2  | +2 | 5 | Выход в плей-офф |
| 3   | Италия   | 3 | 1 | 2 | 0 | 3  | 2  | +1 | 5 |                  |
| 4   | Болгария | 3 | 0 | 0 | 3 | 1  | 9  | −8 | 0 |                  |

1. 1 2 3  Команды набрали равное количество очков (2) и одинаковую разницу мячей (0) в личных встречах. Для ранжирования использовался показатель забитых мячей в очных встречах (Швеция: 3, Дания: 2, Италия: 1).

| Дания | 0:0     | Италия |
| ----- | ------- | ------ |
|       | (отчёт) |        |

| Швеция                                                                   | 5:0     | Болгария |
| ------------------------------------------------------------------------ | ------- | -------- |
| - Юнгберг 32′ - Ларссон 57′, 58′ - Ибрагимович 78′ (пен.) - Альбек 90+1′ | (отчёт) |          |

| Болгария | 0:2     | Дания                           |
| -------- | ------- | ------------------------------- |
|          | (отчёт) | - Томассон 44′ - Грёнкьер 90+2′ |

| Италия        | 1:1     | Швеция            |
| ------------- | ------- | ----------------- |
| - Кассано 37′ | (отчёт) | - Ибрагимович 85′ |

| Италия                         | 2:1     | Болгария               |
| ------------------------------ | ------- | ---------------------- |
| - Перротта 48′ - Кассано 90+4′ | (отчёт) | - М. Петров 45′ (пен.) |

| Дания               | 2:2     | Швеция                           |
| ------------------- | ------- | -------------------------------- |
| - Томассон 28′, 66′ | (отчёт) | - Ларссон 47′ (пен.) - Юнсон 89′ |

### Группа D
| Поз | Команда    | И | В | Н | П | МЗ | МП | РМ | О | Квалификация     |
| --- | ---------- | - | - | - | - | -- | -- | -- | - | ---------------- |
| 1   | Чехия      | 3 | 3 | 0 | 0 | 7  | 4  | +3 | 9 | Выход в плей-офф |
| 2   | Нидерланды | 3 | 1 | 1 | 1 | 6  | 4  | +2 | 4 | Выход в плей-офф |
| 3   | Германия   | 3 | 0 | 2 | 1 | 2  | 3  | −1 | 2 |                  |
| 4   | Латвия     | 3 | 0 | 1 | 2 | 1  | 5  | −4 | 1 |                  |

| Чехия                   | 2:1     | Латвия               |
| ----------------------- | ------- | -------------------- |
| - Барош 73′ - Хайнц 85′ | (отчёт) | - Верпаковскис 45+1′ |

| Германия     | 1:1     | Нидерланды          |
| ------------ | ------- | ------------------- |
| - Фрингс 30′ | (отчёт) | - Ван Нистелрой 81′ |

| Латвия | 0:0     | Германия |
| ------ | ------- | -------- |
|        | (отчёт) |          |

| Нидерланды                     | 2:3     | Чехия                                 |
| ------------------------------ | ------- | ------------------------------------- |
| - Баума 4′ - Ван Нистелрой 19′ | (отчёт) | - Коллер 23′ - Барош 71′ - Шмицер 88′ |

| Нидерланды                                  | 3:0     | Латвия |
| ------------------------------------------- | ------- | ------ |
| - Ван Нистелрой 27′ (пен.), 35′ - Макай 84′ | (отчёт) |        |

| Германия     | 1:2     | Чехия                   |
| ------------ | ------- | ----------------------- |
| - Баллак 21′ | (отчёт) | - Хайнц 30′ - Барош 77′ |

## Плей-офф

### Сетка
|  | Четвертьфиналы                      | Четвертьфиналы          |                                    |       | Полуфиналы | Полуфиналы |  |  | Финал | Финал |
|  |                                     |                         |                                    |       |            |            |  |  |       |       |
|  | 24 июня — Лиссабон (Эштадиу да Луш) |                         |                                    |       |            |            |  |  |       |       |
|  |                                     |                         |                                    |       |            |            |  |  |       |       |
|  | Португалия (пен.)                   | 2 (6)                   |                                    |       |            |            |  |  |       |       |
|  | Португалия (пен.)                   | 2 (6)                   | 30 июня — Лиссабон (Жозе Алваладе) |       |            |            |  |  |       |       |
|  | Англия                              | 2 (5)                   |                                    |       |            |            |  |  |       |       |
|  | Англия                              | 2 (5)                   | Португалия                         | 2     |            |            |  |  |       |       |
|  | 26 июня — Фару                      |                         | Португалия                         | 2     |            |            |  |  |       |       |
|  |                                     | Нидерланды              | 1                                  |       |            |            |  |  |       |       |
|  | Швеция                              | Нидерланды              | 1                                  | 0 (4) |            |            |  |  |       |       |
|  | Швеция                              |                         | 4 июля — Лиссабон (Эштадиу да Луш) | 0 (4) |            |            |  |  |       |       |
|  | Нидерланды (пен.)                   | 0 (5)                   |                                    |       |            |            |  |  |       |       |
|  | Нидерланды (пен.)                   | 0 (5)                   | Португалия                         | 0     |            |            |  |  |       |       |
|  | 25 июня — Лиссабон (Жозе Алваладе)  |                         | Португалия                         | 0     |            |            |  |  |       |       |
|  |                                     | Греция                  | 1                                  |       |            |            |  |  |       |       |
|  | Франция                             | Греция                  | 1                                  | 0     |            |            |  |  |       |       |
|  | Франция                             | 1 июля — Порту (Драган) |                                    | 0     |            |            |  |  |       |       |
|  | Греция                              | 1                       |                                    |       |            |            |  |  |       |       |
|  | Греция                              | 1                       | Греция (доп. вр.)                  | 1     |            |            |  |  |       |       |
|  | 27 июня — Порту (Драган)            |                         | Греция (доп. вр.)                  | 1     |            |            |  |  |       |       |
|  |                                     | Чехия                   | 0                                  |       |            |            |  |  |       |       |
|  | Чехия                               | Чехия                   | 0                                  | 3     |            |            |  |  |       |       |
|  | Чехия                               |                         |                                    | 3     |            |            |  |  |       |       |
|  | Дания                               | 0                       |                                    |       |            |            |  |  |       |       |
|  | Дания                               | 0                       |                                    |       |            |            |  |  |       |       |

### Четвертьфиналы
| Португалия                                                                  | 2:2 (доп. вр.) | Англия                                                        |
| --------------------------------------------------------------------------- | -------------- | ------------------------------------------------------------- |
| - Поштига 83′ - Руй Кошта 110′                                              | (отчёт)        | - Оуэн 3′ - Лэмпард 115′                                      |
| Пенальти                                                                    |                |                                                               |
| - Деку - Симан - Руй Кошта - Криштиану Роналду - Манише - Поштига - Рикарду | 6:5            | - Бекхэм - Оуэн - Лэмпард - Терри - Харгривз - Коул - Васселл |

| Франция | 0:1     | Греция          |
| ------- | ------- | --------------- |
|         | (отчёт) | - Харистеас 65′ |

| Швеция                                                                   | 0:0 (доп. вр.) | Нидерланды                                                    |
| ------------------------------------------------------------------------ | -------------- | ------------------------------------------------------------- |
|                                                                          | (отчёт)        |                                                               |
| Пенальти                                                                 |                |                                                               |
| - Чельстрём - Ларссон - Ибрагимович - Юнгберг - Вильхельмссон - Мельберг | 4:5            | - Ван Нистелрой - Хейтинга - Рейзигер - Коку - Макай - Роббен |

| Чехия                         | 3:0     | Дания |
| ----------------------------- | ------- | ----- |
| - Коллер 49′ - Барош 63′, 65′ | (отчёт) |       |

### Полуфиналы
| Португалия                           | 2:1     | Нидерланды           |
| ------------------------------------ | ------- | -------------------- |
| - Криштиану Роналду 26′ - Манише 58′ | (отчёт) | - Андраде 63′ (авт.) |

| Греция          | 1:0 (доп. вр.) | Чехия |
| --------------- | -------------- | ----- |
| - Деллас 105+1′ | (отчёт)        |       |

### Финал
| Португалия | 0:1     | Греция          |
| ---------- | ------- | --------------- |
|            | (отчёт) | - Харистеас 57′ |

## Чемпион
| Чемпионат Европы по футболу 2004 |
| Греция Первый титул              |

## Бомбардиры
| 5 голов - Милан Барош 4 гола - Уэйн Руни - Руд ван Нистелрой (1 ― с пенальти) 3 гола - Фрэнк Лэмпард - Ангелос Харистеас - Йон-Даль Томассон - Зинедин Зидан (1 ― с пенальти) - Хенрик Ларссон (1 ― с пенальти) 2 гола - Антонио Кассано - Руй Кошта - Манише - Криштиану Роналду - Тьерри Анри - Ян Коллер - Марек Хайнц - Златан Ибрагимович (1 ― с пенальти) 1 гол - Стивен Джеррард - Майкл Оуэн - Пол Скоулз - Мартин Петров (пен.) - Михаэль Баллак - Торстен Фрингс - Ангелос Басинас (пен.) - Зисис Вризас - Траянос Деллас - Йоргос Карагунис - Йеспер Грёнкьер - Валерон - Фернандо Морьентес - Симоне Перротта - Марис Верпаковскис - Вилфред Баума - Рой Макай - Нуну Гомеш - Элдер Поштига - Дмитрий Булыкин - Дмитрий Кириченко - Давид Трезеге - Нико Ковач - Дадо Пршо - Милан Рапаич (пен.) - Игор Тудор - Владимир Шмицер - Йохан Фонлантен - Маркус Альбек - Фредрик Юнгберг - Маттиас Юнсон |

## Автоголы
1 гол
- Жорже Андраде
- Игор Тудор

## Призы
Специальная награда УЕФА за честную игру была вручена сборной Чехии.